# Alma (francuska piosenkarka)
Alma, właściwie Alexandra Maquet (ur. 27 września 1988 w Lyonie) – francuska piosenkarka popowa, reprezentantka Francji w 62. Konkursie Piosenki Eurowizji (2017).

## Życiorys

### Wczesne lata
Jest najstarszą z czwórki rodzeństwa, ma trzy siostry. W młodości grała na pianinie i pisała pierwsze utwory. W 2003 wraz z rodziną wyjechała do Stanów Zjednoczonych. Dwa lata później wróciła do Francji, gdzie zaczęła studia w IÉSEG School of Management. Po jej ukończeniu przez rok pracowała w Mediolanie. W 2010 powróciła do tworzenia muzyki. Przez jakiś czas mieszkała też w Brazylii i Belgii.
Oprócz ojczystego języka francuskiego posługuje się także angielskim, włoskim i portugalskim.

### Kariera
Po tym, jak została zauważona przez Edoardo Grassiego, wystąpiła w programie Chansons d’abord emitowanym na kanale France 3. 10 czerwca 2016 nakładem wytwórni Warner Music France wydała swój debiutancki singiel, „La chute est lente”.

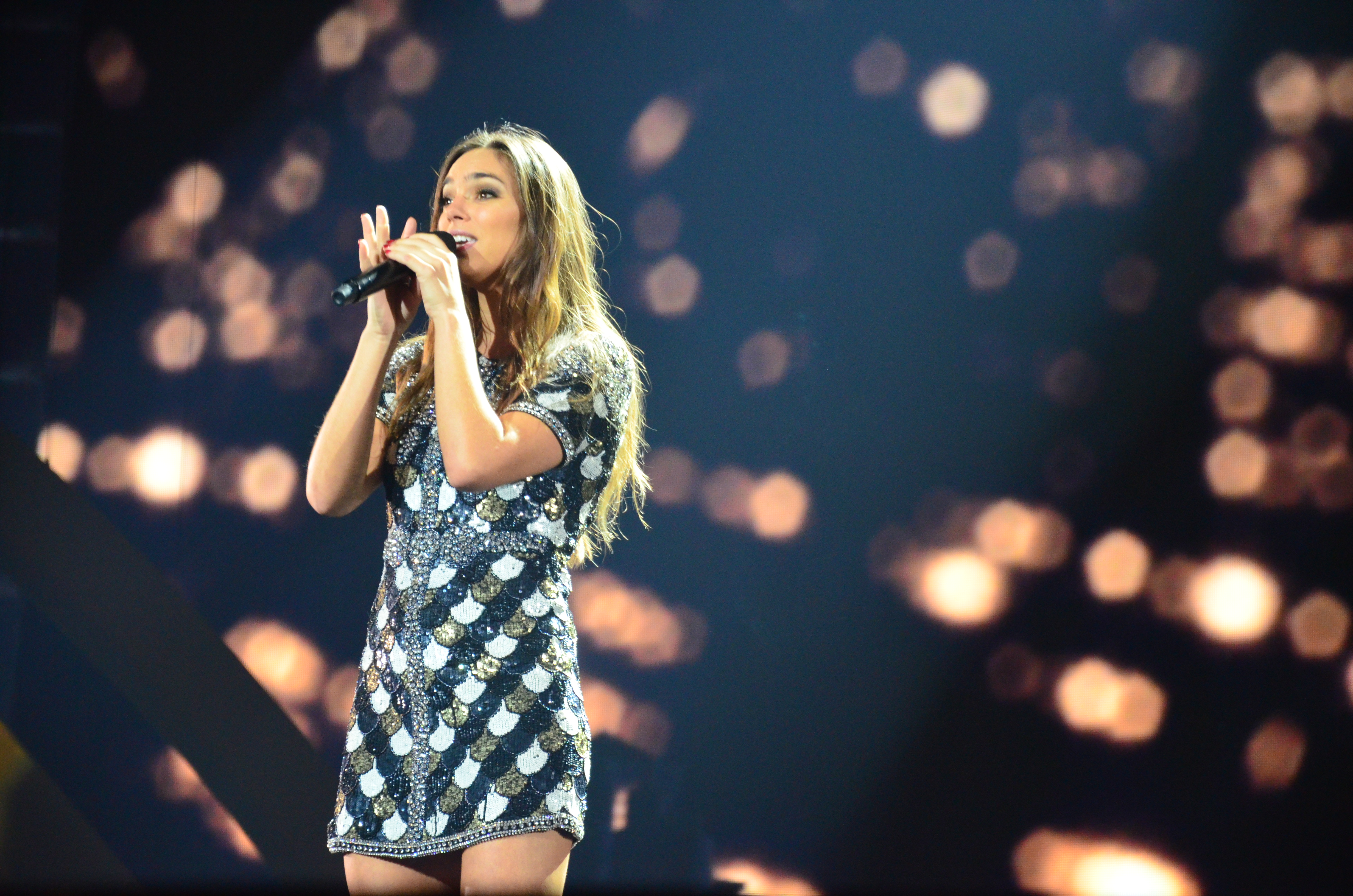
Alma podczas próby generalnej przed finałem 62. Konkursu Piosenki Eurowizji, maj 2017

9 lutego 2017 została ogłoszona przez telewizję France 2 reprezentantką Francji w 62. Konkursie Piosenki Eurowizji w Kijowie napisaną i skomponowaną przez Nazima Khaleda. Z konkursową piosenką „Requiem” uplasowała się na 70. miejscu zestawienia SNEP, prezentującego najlepiej sprzedające się single we Francji. Niespełna dwa tygodnie po premierze utworu piosenkarka poinformowała, iż wykona jego dwujęzyczną wersję – w języku francuskim i angielskim. Eurowizyjna wersja piosenki została opublikowana 11 marca 2017. Zgodnie z wymogami Europejskiej Unii Nadawców, eurowizyjny utwór musi mieć swoją premierę po 1 września poprzedzającego konkurs, a w przypadku „Requiem” doszukano się jego wykonania ze stycznia 2015. Nadawca France 2 stał jednak na stanowisku, że wszystkie wymogi zostały spełnione zgodnie z regulaminem, zaś 21 lutego 2017 Alma wraz z ekipą produkcyjną utworu potwierdziła, że przygotowano dwujęzyczną wersję utworu, co oznacza, że utwór nie będzie podlegał dyskwalifikacji. Po wyborze na reprezentantkę kraju wystąpiła na przedeurowizyjnych koncertach promocyjnych w Tel Awiwie, Amsterdamie i Madrycie. Alma zaprezentowała piosenkę w finale konkursu, który odbył się 13 maja 2017 jako ostatnia, 26. w kolejności. Zajęła 12. miejsce, zdobywając 135 punktów, w tym 90 punktów od telewidzów (10. miejsce) i 45 pkt od jurorów (19. miejsce). 5 maja 2017 wydała swój debiutancki album, zatytułowany Ma peau aime.

### Życie prywatne
Jest związana z Nazimem Khaledem.

## Dyskografia
| Rok  | Tytuł                                                               | Najwyższe pozycje na listach | Najwyższe pozycje na listach |
| Rok  | Tytuł                                                               | FRA                          | BEL (Walonia)                |
| ---- | ------------------------------------------------------------------- | ---------------------------- | ---------------------------- |
| 2017 | Ma peau aime - Wydany: 5 maja 2017 - Wytwórnia: Warner Music France | 50                           | 79                           |